# Blackout (chanson de Scorpions)
Pour les articles homonymes, voir Blackout.
Pistes de Blackout
Can't Live Without You
Blackout est une chanson du groupe allemand de hard rock Scorpions qui ouvre leur album homonyme de 1982.

## Description
La musique de Blackout a été composée par le guitariste des Scorpions Rudolf Schenker et les paroles par le chanteur Klaus Meine, le batteur Herman Rarebell et une personne n'appartenant pas au groupe pour la troisième fois après Life's Like a River de 1975 (écrite par Corinna Fortmann) We'll Burn The Sky de 1978 (écrite par Monika Danemann) en la personne de Sonja Kittelsen.
Les paroles évoquent les problèmes de la voix de Klaus Meine lorsqu'en 1981, en pleine période de production du nouvel album (Blackout), il perd celle-ci et doit subir deux opérations, suivies d'une thérapie pour ses cordes vocales ; c'est à cette période difficile, pendant laquelle Meine faillit être remplacé, que le « blackout » évoqué dans le titre de l'album et de la chanson fait référence.
La chanson, bien qu'elle ne soit pas sortie en single, connut un grand succès dans le monde du hard rock contribuant d'abord au succès de l'album Blackout puis devenant un classique du genre.[réf. nécessaire]
Blackout a de ce fait été reprise par plusieurs groupes de hard rock ou de heavy metal tels que :
- Stratovarius sur l'album Destiny (1998) (bonus US)
- Six Feet Under sur l'album Graveyard Classics (2000)
- Rob Halford sur l'album Live Insurrection (2001)
- Mystic Force sur l'album Another Piece of Metal: Tribute to Scorpions (2001)
- George Lynch ex-guitariste du groupe Dokken sur l'album) Scorpion Tales (2007)